# Alseis mutisii
Alseis mutisii là một loài thực vật có hoa trong họ Thiến thảo. Loài này được Moldenke mô tả khoa học đầu tiên năm 1934.